# 고명희
고명희(? - )는 조선민주주의인민공화국의 정치인이다. 조선로동당 중앙검사위원회 위원이며, 최고인민회의 제12기 대의원이다.

## 경력
1999년 남포시 강서구역 청산협동농장 관리위원장을 거쳐,  2010년 9월 조선로동당 중앙검사위원회 위원에 선임되었다.

## 최고인민회의 대의원
1998년 7월 최고인민회의 제10기 대의원과 제11기(2003년) 대의원을 지냈으며, 2009년 4월 이후 제12기 대의원으로 있다.

## 수훈
2002년 1월, 노력영웅 칭호를 받았다.

## 기타
2011년 김정일 사망 당시에 국가장의위원회 위원을 맡았다.